# Maria Francesca Nascinbeni
Maria Francesca Nascinbeni, née vers 1640 et morte en 1680, est une compositrice italienne. Elle étudie à Ancône avec le moine Augustin Scipion Lazzarini. À seize ans, elle publie deux volumes de musique comprenant des chants, des canzonas, des madrigaux et des motets pour orgue et une, deux ou trois voix. Tout ce qui est connu de sa vie provient des préfaces de ces deux volumes,.